# Campagna Lupia
Campagna Lupia is een gemeente in de Italiaanse provincie Venetië (regio Veneto) en telt 7084 inwoners (31-12-2013). De oppervlakte bedraagt 87,7 km², de bevolkingsdichtheid is 81 inwoners per km².
De volgende frazioni maken deel uit van de gemeente: Lova, Lugo e Lughetto.
Tot het grondgebied van de gemeente behoort ook het eilandje Isoletta di Valle Zappa dat in de Lagune van Venetië ligt. Hier staat de villa Casone di Valle Zappa.

## Demografie
Campagna Lupia telt ongeveer 2270 huishoudens. Het aantal inwoners steeg in de periode 1991-2001 met 3,7% volgens cijfers uit de tienjaarlijkse volkstellingen van ISTAT.
| Jaar | Inwoneraantal |
| ---- | ------------- |
| 1991 | 6065          |
| 2001 | 6288          |

## Geografie
Campagna Lupia grenst aan de volgende gemeenten: Campolongo Maggiore, Camponogara, Chioggia, Codevigo (PD), Dolo, Mira, Piove di Sacco (PD), Venetië.